# U-370 (tàu ngầm Đức)
U-370 là một tàu ngầm tấn công  Lớp Type VII thuộc phân lớp Type VIIC được Hải quân Đức Quốc Xã chế tạo trong Chiến tranh Thế giới thứ hai. Nhập biên chế năm 1943 và chỉ thuần túy hoạt động tại khu vực biển Baltic, nó đã thực hiện tổng cộng mười hai chuyến tuần tra và đánh chìm được hai tàu chiến với tổng tải trọng 832 tấn. Khi cuộc xung đột đi vào giai đoạn kết thúc, theo dự định của Chiến dịch Regenbogen, U-370 bị đánh đắm gần Flensburg vào ngày 5 tháng 5, 1945 để tránh bị lọt vào tay lực lượng Đồng Minh.

## Thiết kế và chế tạo

### Thiết kế

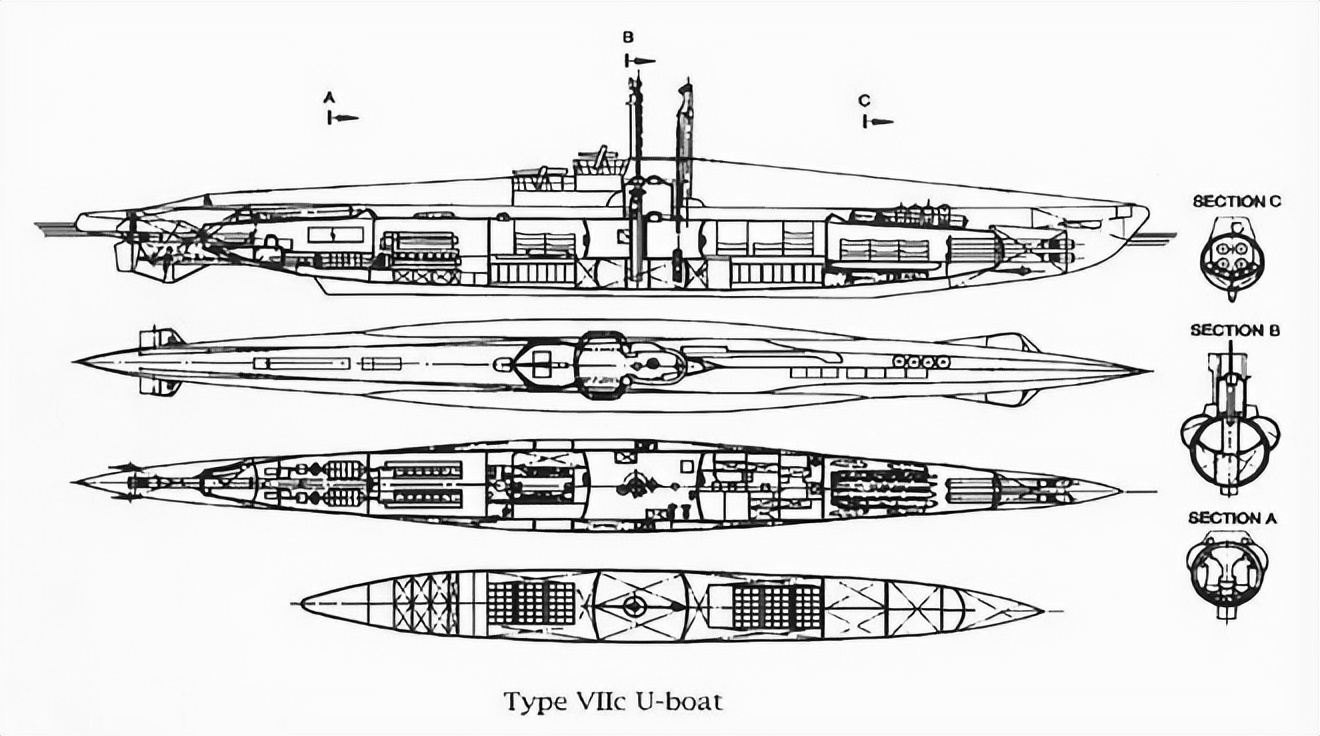
Sơ đồ các mặt cắt một tàu ngầm Type VIIC

Phân lớp VIIC của Tàu ngầm Type VII là một phiên bản VIIB được kéo dài thêm. Chúng có trọng lượng choán nước 769 t (757 tấn Anh) khi nổi và 871 t (857 tấn Anh) khi lặn). Con tàu có chiều dài chung 67,10 m (220 ft 2 in), lớp vỏ trong chịu áp lực dài 50,50 m (165 ft 8 in), mạn tàu rộng 6,20 m (20 ft 4 in), chiều cao 9,60 m (31 ft 6 in) và mớn nước 4,74 m (15 ft 7 in).
Chúng trang bị hai động cơ diesel Germaniawerft F46 siêu tăng áp 6-xy lanh 4 thì, tổng công suất 2.800–3.200 PS (2.100–2.400 kW; 2.800–3.200 bhp), dẫn động hai trục chân vịt đường kính 1,23 m (4,0 ft), cho phép đạt tốc độ tối đa 17,7 kn (32,8 km/h), và tầm hoạt động tối đa 8.500 nmi (15.700 km) khi đi tốc độ đường trường 10 kn (19 km/h). Khi đi ngầm dưới nước, chúng sử dụng hai động cơ/máy phát điện AEG GU 460/8-276 tổng công suất 750 PS (550 kW; 740 shp). Tốc độ tối đa khi lặn là 7,6 kn (14,1 km/h), và tầm hoạt động 80 nmi (150 km) ở tốc độ 4 kn (7,4 km/h). Con tàu có khả năng lặn sâu đến 230 m (750 ft).
Vũ khí trang bị có năm ống phóng ngư lôi 53,3 cm (21 in), bao gồm bốn ống trước mũi và một ống phía đuôi, và mang theo tổng cộng 14 quả ngư lôi, hoặc tối đa 22 quả thủy lôi TMA, hoặc 33 quả TMB. Tàu ngầm Type VIIC bố trí một hải pháo 8,8 cm SK C/35 cùng một pháo phòng không 2 cm (0,79 in) trên boong tàu. Thủy thủ đoàn bao gồm 4 sĩ quan và 40-56 thủy thủ.

### Chế tạo
U-370 được đặt hàng vào ngày 20 tháng 8, 1941, và được đặt lườn tại xưởng tàu của hãng Flensburger Schiffbau-Gesellschaft ở Flensburg vào ngày 21 tháng 11, 1942. Nó được hạ thủy vào ngày 24 tháng 9, 1943, và nhập biên chế cùng Hải quân Đức Quốc Xã vào ngày 19 tháng 11, 1943 dưới quyền chỉ huy của Hạm trưởng, Trung úy Hải quân Karl Nielsen.

## Lịch sử hoạt động
Sau khi hoàn tất việc huấn luyện và chạy thử máy trong thành phần Chi hạm đội U-boat 4, U-370 được điều sang Chi hạm đội U-boat 8 để hoạt động trên tuyến đầu tại các khu vực biển Baltic và vịnh Phần Lan từ ngày 1 tháng 8, 1944. Đến ngày 16 tháng 2, 1945, chiếc tàu ngầm được điều trở lại Chi hạm đội U-boat 4 cho nhiệm vụ huấn luyện, cho đến khi chiến tranh kết thúc.

### 1944
Sau khi có một chuyến đi khứ hồi từ cảng Kiel, Đức sang Marviken, U-370 thực hiện nhiều chuyến tuần tra ngắn ngày suốt khu vực biển Baltic và vịnh Phần Lan. Chiếc tàu ngầm thường xuyên ghé đến các cảng Reval (nay là Tallinn thuộc Estonia), Helsinki (Phần Lan), Kopli (ở ngoại ô Tallinn), Memel (nay là Klaipėda thuộc Litva), và Danzig (nay là Gdańsk thuộc Ba Lan).
Trong chuyến tuần tra thứ năm trong vịnh Phần Lan, U-370 đã phóng ngư lôi đánh chìm xuồng tuần tra chống ngầm Liên Xô MO-101 (56 tấn) trong eo biển Björkö vào ngày 31 tháng 7, 1944.

### 1945
Trong chuyến tuần tra thứ mười một trong vịnh Phần Lan, U-370 được tin là đã phóng ngư lôi đánh chìm tàu rải mìn Phần Lan Louhi (776 tấn) vào ngày 12 tháng 1, 1945.
Đến ngày 16 tháng 2, 1945, chiếc tàu ngầm được điều trở lại Chi hạm đội U-boat 4 để làm nhiệm vụ nhiệm vụ huấn luyện, cho đến khi chiến tranh kết thúc. Khi cuộc xung đột đi vào giai đoạn kết thúc, theo dự định của Chiến dịch Regenbogen, U-370 bị đánh đắm gần Flensburg vào ngày 5 tháng 5, 1945 để tránh bị lọt vào tay lực lượng Đồng Minh.

### Tóm tắt chiến công
U-370 đã đánh chìm được hai tàu chiến với tổng tải trọng 832 tấn:
| Ngày             | Tên tàu | Quốc tịch         | Tải trọng | Số phận      |
| ---------------- | ------- | ----------------- | --------- | ------------ |
| 31 tháng 7, 1944 | Mo-101  | Hải quân Liên Xô  | 56        | Bị đánh chìm |
| 12 tháng 1, 1945 | Louhi   | Hải quân Phần Lan | 776       | Bị đánh chìm |